# پیش‌برواره
در کالبدشناسی به استخوان جلو آرواره زیرین مهره‌داران، پیش‌بَرواره (انگلیسی: Premaxilla) می‌گویند. پیش‌برواره، قطعۀ قدامی بَرواره‌ (فک‌ بالا) است که‌ در ابتدای‌ تشکیل‌ در دوران‌ جنینی‌ به‌صورت مجزاست‌، ولی‌ بعد با بَرواره‌ یکپارچه‌ می‌شود.